# Moraea upembana
Moraea upembana är en irisväxtart som beskrevs av Peter Goldblatt. Moraea upembana ingår i släktet Moraea och familjen irisväxter. Inga underarter finns listade i Catalogue of Life.